# Alejandro Fantino
Alejandro Jorge Fantino (San Vicente, provincia de Santa Fe, 26 de septiembre de 1971) es un periodista y presentador argentino.

## Biografía
Fantino es hijo único. Dejó su ciudad natal para estudiar en el Liceo Militar General Belgrano, que, luego de tres años y medio, abandonó. Continuó sus estudios secundarios en el Colegio San Martín de San Francisco (Córdoba).
Luego de vivir en diferentes pensiones de la ciudad de San Rafael (Mendoza) y Posadas (provincia de Misiones), en donde estudió Petroquímica y Genética respectivamente (carreras que abandonó), llegó a Buenos Aires, con 18 años de edad, donde trabajó como profesor de tenis y como empleado de un vivero de barrio.

## Vida privada
El 30 de octubre de 2006, se casó con Miriam Lanzoni, la Gringa, una actriz de teatro nacida en Pampa del Infierno (provincia del Chaco). Tras diez años de matrimonio, la pareja se divorció en octubre de 2016. En el año 2008, reveló ser padre de un joven llamado Nahuel Johnathan Fantino, nacido en 1991 en San Francisco, Córdoba, y que se enteró de que era su padre cuando el niño tenía 11 años.
El 12 de noviembre de 2022, se casó con la modelo Constanza "Coni" Mosqueira. El 7 de noviembre de 2023, revelaron que esperan su primer hijo. El 11 de abril de 2024 anunciaron el nacimiento de su hijo Beltrán.

## Ámbito laboral

### Relator
Con habilidad para los relatos deportivos, ingresó en la radio casi de casualidad en 1992 como relator de la campaña de Boca Juniors en Radio Mitre, como reemplazo de Héctor Caldiero, en el programa El show de Boca, donde estuvo hasta noviembre de 2002; poco a poco, fue ganándose un lugar en los medios.
A partir de 2009 condujo los programas Animales sueltos y El show del fútbol en América TV. Desde 2010, y por dos años, trabajó en Radio 10 conduciendo el programa Hora pico junto con Gastón Recondo. En el año 2013. firmó contrato con Radio La Red AM 910. El conductor estaba a cargo de la franja que va desde las 16 hasta las 18 h de lunes a viernes, conduciendo su programa Uno de los nuestros. Ese mismo año, abandonó el programa El show del fútbol para abocarse solamente el programa Animales sueltos. Con Gustavo López como comentarista, relató los partidos de fútbol del mundial de Brasil 2014 para La Red. Aunque nunca estudió la carrera de Periodismo o la licenciatura en Comunicación Social, ejerce esa profesión.
Se presentó en los premios Emmy Internacional 2017 en el Hotel Hilton de Nueva York, en representación del programa Escuela para maridos, en la categoría entretenimiento sin guion.
Realizó como conductor Intratables en América, después creó su propia emisora llamada Neura Media. Hasta el 29 de septiembre estuvo trabajando en ESPN en su última etapa con la cadena. Realizó ESPN FC, ESPN FC SHOW, que luego se convirtió en ESPN FShow, y fue despedido tras atacar duramente en una emisión de su cadena radial a sus colegas de ESPN Sebastián Vignolo y Mariano Closs.

## Videoclips
| Año  | Artista                  | Canción        | Rol                             |
| ---- | ------------------------ | -------------- | ------------------------------- |
| 2023 | Rusherking, China Suárez | «Hipnotizados» | El mismo (sarcedote de la boda) |

## Televisión

#### TyC Sports
- Fuera de juego (1996)
- Club Social y Deportivo (1997-1998)
- Código F (1999-2000)
- Mar de fondo (1999-2005)

#### eltrece
- La barra de la tele (1998)
- Por más (1999-2000)
- Los Osos (2002)
- Por amor o por dinero (2024)

#### América TV
- Gol por gol (2002)
- Fantino con todo (2003)
- TVO (2005-2006)
- Fuga a la medianoche (2006)
- Fuga a la noche (2006-2007)
- Tiempo límite Fan (2007)
- Tiempo límite ATP (2007)
- SDF (2009-2013)
- Animales sueltos (2009-2019, 2022)
- Víndica (2011)
- Animales sueltos: Clásico (2016-2017)
- Fantino a la tarde (2020-2021)
- Intratables (2021-2022)

#### elnueve
- Bendita (2023)
- La última cena (2023)

#### ESPN
- ESPN estudio (2006)
- ESPN FC (2020-2021)
- ESPN show (2020-2022)

#### Star Life
- Escuela para maridos (2015)

#### Star Channel
- Talento FOX (2018)

#### Neura Media
- Multiverso Fantino   (2022- actualidad)
- La Cosa en si    (2023- actualidad)

## Radio
| Año         | Programa               | Radio               |
| ----------- | ---------------------- | ------------------- |
| 1992-2002   | El show de Boca        | Radio Mitre         |
| 1998-2000   | Súper 80 deportivo     | Radio Mitre         |
| 2001        | A toda radio           | Radio Mitre         |
| 2002        | A toda radio           | Rock & Pop          |
| 2003        | Una de piratas         | Aspen 102.3         |
| 2004        | La deportiva Del Plata | Radio Del Plata     |
| 2005        | La mejor vuelta        | Mega 98.3           |
| 2006        | Llamalo como quieras   | Mega 98.3           |
| 2007-2010   | Rápido y curioso       | Radio Rivadavia     |
| 2008-2010   | Música de primera      | Radio Uno           |
| 2011-2012   | Hora pico              | Radio 10            |
| 2013-2019   | Fantino 910            | Radio La Red        |
| 2020-2021   | Multiverso Fantino     | Pop Radio 101.5     |
| 2022- Pres. | Multiverso Fantino     | Neura Media FM 89.7 |

## Cine
- 2013: Back to the Siam, hijo de Martín Fox[14]

## Empresario
Fue socio de la productora Dalí Producciones junto con Ricardo Cohen.
En 2008, Dalí produjo dos programas de televisión conducidos por José Pablo Feinmann: Filosofía aquí y ahora, emitido por el canal Encuentro (del Ministerio de Educación), y Cine con texto, emitido por canal 7.

## Premios
Obtuvo en total diez Martín Fierro, como mejor labor en conducción de programas deportivos en TV y en radio, juntamente a varios Martín Fierro de Cable como mejor labor en programa deportivo y mejor programa con Mar de fondo, también un Premio Tato, correspondiente a El show del fútbol, en 2013.
| Año  | Premios                         | Categoría                                                           | Programa                                                              | Resultado |
| ---- | ------------------------------- | ------------------------------------------------------------------- | --------------------------------------------------------------------- | --------- |
| 2000 | Premios Martín Fierro           | Mejor labor en programa deportivo de radio AM                       | Súper 80 deportivo y El show de Boca                                  | Ganador   |
| 2002 | Premios Martín Fierro           | Mejor labor periodística deportiva                                  | Gol por gol                                                           | Nominado  |
| 2003 | Premios Martín Fierro           | Mejor labor periodística deportiva                                  | Fantino con todo                                                      | Ganador   |
| 2005 | Premios Martín Fierro           | Mejor labor conducción masculina                                    | TVO                                                                   | Nominado  |
| 2006 | Premios Martín Fierro           | Mejor labor conducción masculina                                    | TVO y Fuga a la medianoche                                            | Nominado  |
| 2007 | Premios Martín Fierro           | Mejor labor conducción masculina                                    | Noche de ronda, Tiempo límite Fan, Tiempo límite ATP y Fútbol en vivo | Nominado  |
| 2009 | Premios Martín Fierro           | Mejor programa deportivo                                            | El show del fútbol                                                    | Ganador   |
| 2009 | Premios Martín Fierro           | Mejor labor conducción masculina                                    | Animales sueltos y El show del fútbol                                 | Nominado  |
| 2010 | Premios Martín Fierro           | Mejor programa deportivo                                            | El show del fútbol                                                    | Nominado  |
| 2011 | Premios Martín Fierro           | Mejor programa deportivo                                            | El show del fútbol                                                    | Nominado  |
| 2012 | Premios Tato                    | Mejor programa deportivo                                            | El show del fútbol                                                    | Nominado  |
| 2012 | Premios Martín Fierro           | Mejor programa deportivo                                            | El show del fútbol                                                    | Nominado  |
| 2013 | Premios Tato                    | Mejor programa deportivo                                            | El show del fútbol                                                    | Ganador   |
| 2013 | Premios Martín Fierro           | Mejor programa deportivo                                            | El show del fútbol                                                    | Nominado  |
| 2013 | Premios Martín Fierro           | Mejor labor conducción masculina                                    | Animales sueltos                                                      | Ganador   |
| 2014 | Premios Martín Fierro           | Mejor conducción/locución masculina                                 | Fantino 910                                                           | Nominado  |
| 2015 | Premios Martín Fierro           | Mejor labor periodística masculina                                  | Animales sueltos                                                      | Nominado  |
| 2015 | Premios Martín Fierro           | Mejor programa de interés general                                   | Animales sueltos                                                      | Ganador   |
| 2017 | Premio Konex, diploma al mérito | Entre los cinco mejores periodistas televisivos de la última década |                                                                       | Ganador   |

### Conducción de los Premios Martín Fierro
El 2 de mayo de 2010, condujo, junto con Karina Mazzocco, la edición 2009-2010 de la entrega de los Premios Martín Fierro.

### Logros
Apareció en el top 10 de una clasificación de relatores latinos populares durante la Copa Mundial de Fútbol de 2014 realizada por un diario deportivo brasileño. Entre otros narradores aparecen Christian Martinoli, Luiz Carlos Júnior, Javier Fernández Franco, Pablo Giralt, Mariano Closs, Gabriel Regueira, Galvão Bueno, Alberto Jesús López y Noé Vázquez.

## Controversias
A lo largo de su carrera mediática, Fantino ha estado involucrado en distintas polémicas que recibieron amplia cobertura en medios de comunicación nacionales.
En 2012 fue cuestionado por expresiones consideradas misóginas durante una emisión de Animales sueltos, lo que generó reclamos de agrupaciones feministas y posteriores disculpas públicas del conductor.
En 2015 fue mencionado en una investigación judicial vinculada al empresario Alejandro Burzaco en el marco del caso FIFA Gate. Fantino negó cualquier participación, y la causa en la justicia argentina fue archivada por falta de mérito.
En 2022 fue desvinculado de ESPN tras fuertes críticas que dirigió desde su emisora radial Neura Media contra sus colegas Sebastián Vignolo y Mariano Closs. El episodio derivó en su salida definitiva de la cadena deportiva.